# Nikolaï Fomenko
Pour les articles homonymes, voir Fomenko.
Nikolaï Vladimirovitch Fomenko (en russe : Николай Владимирович Фоменко) est un acteur, chanteur et pilote automobile russe, né le 30 avril 1962 à Leningrad. Il est le fondateur de l'entreprise Marussia Motors. 

## Biographie

### Chanteur, musicien et acteur et pilote de course automobile
De 1982 à 1996, il est le chanteur et guitariste du groupe de rock Secret très populaire en Russie. Il entame ensuite une carrière d'acteur.
Il a participé à plusieurs courses automobiles dont le Championnat FIA GT de 2000 à 2005, les 24 Heures du Mans 2004 et 2005. En 2007, il crée Marussia Motors, qui projette de fabriquer des voitures de sport qui devient le sponsor de l'écurie de Formule 1 Virgin Racing en 2010, puis son actionnaire à hauteur de 40 %. L'écurie prend ensuite le nom de Marussia F1 Team. En avril 2014, la société ferme sans avoir produit le moindre modèle de série.

### Vie privée
Il est marié avec l'actrice Maria Goloubkina et a trois enfants.

## Filmographie
- 1997 : Sirota kazanskaya : Kolya
- 1999 : Luna Papa : Yassir
- 1999 : Un ciel parsemé de diamants : Anton Tchekhov
- 2000 : Chek : Brunet
- 2000 : Les Vieilles rosses (Starye klyachi) : Vassily Khomenko
- 2003 : Le Costume : Botya
- 2003 : Klyuch ot spalni : Vakhlakov
- 2008 : Den radio : lui-même